# علم ناميبيا
علم ناميبيا أعتمد علم ناميبيا رسميا في 21 أذار - مارس من سنة 1990 بعد نيلها الاستقلال من جمهورية جنوب أفريقيا.

## معنى العلم
- الأحمر يرمز إلى الشعب الناميبي وإلى بطولاتهم وتصميمهم على بناء مستقبل متكافئ الفرص لجميع الناس.
- الأبيض يرمز إلى السلام والوحدة.
- الأخضر يرمز إلى الموارد الزراعية في ناميبيا ويرمز كذلك إلى الغطاء النباتي الموجود هناك.
- الأزرق يرمز إلى السماء وإلى المحيط الأطلسي ويرمز كذلك إلى الموارد المائية الثمينة وإلى المطر.
- الشمس الذهبية ترمز إلى الحياة والطاقة والحيوية والحرارة واما أشعة الشمس فترمز إلى الجماعات العرقية المختلفة التي تعيش في ناميبيا.

## ألوان
| نموذج اللون                   | أزرق                 | أصفر (ذهبي)           | أخضر                 | أحمر                  |
| ----------------------------- | -------------------- | --------------------- | -------------------- | --------------------- |
| بانتون                        | 294 C                | 116 C                 | 347 C                | 186 C                 |
| كوتس سب                       | 5 809                | 1 802                 | 65                   | 35                    |
| النموذج اللوني أحمر أخضر أزرق | 0, 47, 108 (#002F6C) | 255, 205, 0 (#FFCD00) | 0, 154, 68 (#009A44) | 200, 16, 46 (#C8102E) |

## أعلام سابقة

علم مستعمرة جنوب غرب أفريقيا الألمانية مابين 24 نيسان من سنة 1884 إلى 9 تموز من سنة 1915.
العلم المقترح لمستعمرة جنوب غرب أفريقيا الألمانية (لم يستخدم هذا العلم).
علم جنوب غرب أفريقيا مابين 9 تموز من سنة 1915 إلى 28 حزيران من سنة 1919.
علم جنوب غرب أفريقيا مابين 28 حزيران من سنة 1919 إلى 31 أيار من سنة 1928.
علم جنوب غرب أفريقيا مابين 31 أيار من سنة 1928 إلى 21 أذار من سنة 1990.
علم سوابو بين عامي 1976 و21 مارس 1990.

### أعلام البانتوستانات
اعتمد بعض البانتوستانات التي أنشأتها جنوب أفريقيا خلال فترة إدارتها لجنوب غرب أفريقيا أعلامًا مميزة خاصة بهم بينما استخدم البعض الآخر علم جنوب أفريقيا.

بوشمانلاند
دامارالاند
شرق كابريفي
هيرولاند
كاوكولاند
كافانجولاند
نامالاند
أوفامبولاند
ريهوبوث
تسوانالاند